# String Beans (film)
String Beans er en amerikansk stumfilm fra 1918 af Victor Schertzinger.

## Medvirkende
- Charles Ray - Toby Watkins
- Jane Novak - Jean Morris
- J. P. Lockney - Zachary Bartrum
- Donald MacDonald - Kendall Reeves
- Al W. Filson - Lot Morris
- Otto Hoffman - Joe Farley